# Luca Frigo
Luca Frigo (* 30. Mai 1993 in Moncalieri) ist ein italienischer Eishockeyspieler, der seit 2016 beim HC Bozen in der Österreichischen Eishockey-Liga unter Vertrag steht.

## Karriere
Luca Frigo begann seine Karriere beim HC Valpellice, für den er bereits als 16-Jähriger in der Serie A debütierte. 2012 wurde er von den Omaha Lancers beim USHL Entry Draft in der zweiten Runde an insgesamt 27. Stelle gezogen und so spielte er die beiden folgenden Jahre für das Team aus der Western Conference der United States Hockey League, der wichtigsten Junioren-Liga im US-Eishockey. 2014 kehrte er nach Valpellice zurück, wo er ein Jahr erneut in der Serie A auf dem Eis stand. Nachdem er die Spielzeit 2015/16 beim Kallinge/Ronneby IF in der schwedischen Hockeyettan verbracht hatte, schloss er sich 2016 dem HC Bozen in der Österreichischen Eishockey-Liga an, bei dem er seither unter Vertrag steht. 2018 konnte er mit dem Klub die Österreichische Eishockey-Liga gewinnen.

### International
Im Juniorenbereich spielte Frigo für Italien bei den U18-Weltmeisterschaften 2010 in der Division II und 2011 in der Division I sowie bei den U20-Weltmeisterschaften 2011 und 2013 in der Division I. Außerdem nahm er an der Winter-Universiade 2013 im Trentino teil.
Frigo absolvierte seine ersten Länderspiele in der Herren-Nationalmannschaft in der Saison 2013/14. Sein Weltmeisterschaftsdebüt gab er 2015 in der Division I, wo er auch 2016, 2023, als er mit der besten Plus/Minus-Bilanz des Turniers auch zum besten Spieler seiner Mannschaft gewählt wurde, 2024 und 2025 spielte. Nach dem Aufstieg 2016 spielte er bei der Weltmeisterschaft 2017 in der Top-Division, wo sich die Italiener aber nicht halten konnten. Bei den Weltmeisterschaften 2021 und 2022 spielte er mit den Azzurri erneut in der Top-Division. Zudem vertrat er seine Farben bei der Qualifikation für die Olympischen Winterspiele in Pyeongchang 2018.

## Erfolge und Auszeichnungen
- 2010 Aufstieg in die Division I bei der U18-Junioren-Weltmeisterschaft der Division II, Gruppe A
- 2016 Aufstieg in die Top-Division bei der Weltmeisterschaft der Division I, Gruppe A
- 2018 ÖEHL-Sieger mit dem HC Bozen
- 2023 Beste Plus/Minus-Bilanz bei der Weltmeisterschaft der Division I, Gruppe A

## Karrierestatistik
(Legende zur Spielerstatistik: Sp oder GP = absolvierte Spiele; T oder G = erzielte Tore; V oder A = erzielte Assists; Pkt oder Pts = erzielte Scorerpunkte; SM oder PIM = erhaltene Strafminuten; +/− = Plus/Minus-Bilanz; PP = erzielte Überzahltore; SH = erzielte Unterzahltore; GW = erzielte Siegtore; 1 Play-downs/Relegation; Kursiv: Statistik nicht vollständig)